# Estação Crystal Palace
A Estação Crystal Palace é uma estação ferroviária no bairro de Bromley, ao sul da Cidade de Londres.